# TVI Internacional
TVI Internacional (Televisió Independent Internacional) és la tercera cadena de televisió internacional portuguesa després de RTP Internacional i SIC Internacional. Pertany al grup de comunicació portuguès TVI. El canal va dirigit a les comunitats portugueses establertes a l'estranger. La seva programació està composta per programes de TVI i TVI 24, tenint també alguns programes de producció pròpia.
El canal va iniciar les seves emissions el dia 30 de maig del 2010 a les 20:00 amb l'emissió de Jornal Nacional, els informatius de TVI, a continuació es va emetre una gala dedicada als 50 anys de carrera de l'actor portuguès Nicolau Breyner.

## Cobertura
Les seves emissions van començar el dia 30 de maig de 2010 exclusivament per als clients de l'operador de pagament ZAP Angola.
El 17 de març de 2011 van començar les emissions en proves per a Europa a través del satèl·lit Hispasat 1D a 30° oest, estant per primera vegada disponible a Portugal. Les emissions estan codificades en MPEG4-H.264/MPEG-4 AVC (en la seva majoria utilitzat per a emissions en alta definició).
En el mes de juny de 2011, a TVI Internacional es va introduir en l'oferta televisiva gratuïta de la TDT d'Andorra A partir del 6 de febrer de 2012, va començar a emetre en l'operador P&T de Luxemburg el dia 29 de febrer de 2012, va ser introduït en l'oferta de cable de Suïssa a través de l'operador Naxoo a la regió de Ginebra i Valais. Al principi del mes d'abril, va arribar a França en l'operador Orange S.A. com a canal de pagament. El dia 25 de setembre va començar a emetre al Canadà a través de Rogers Cable. El dia 14 de juny de 2013 arriba a Espanya i als Estats Units. El dia 1 d'octubre de 2015, arriba al territori del Regne Unit, sent transmesa en Gran Bretanya i Irlanda del Nord En total, TVI Internacional es troba disponible actualment en 15 paises.

### Operadors per països
| País         | Operadora(s)                      |
| ------------ | --------------------------------- |
| Andorra      | SOM - Andorra Telecom             |
| Austràlia    | Luso Vision                       |
| Espanya      | Movistar+                         |
| Angola       | Zap TV Cabo Angola                |
| Cap Verd     | BOOM TV CV Multimedia             |
| Canadà       | Rogers Cable Fiber                |
| Estats Units | Dish                              |
| França       | Orange Free SFR                   |
| Luxemburg    | Eltrona Lux GSM Tango             |
| Moçambic     | Zap Star Times TV Cabo Moçambique |
| Mònaco       | Orange Free                       |
| Nova Zelanda | Luso Vision                       |
| Suïssa       | Naxoo                             |
| Regne Unit   | Roku                              |

## Altres canals del mateix grup
- TVI24
- TVI Ficção
- +TVI
- TVI